# Fever (Josylvio)
Fever is een lied van de Nederlandse rapper Josylvio. Het werd in 2022 als single uitgebracht en stond in hetzelfde jaar als veertiende track op het album Vallen & opstaan.

## Achtergrond
Fever is geschreven door Carlos Vrolijk, Jonathan Maridjan, Joost Theo Sylvio Yussef Abdelgalil Dowib en Brahim Fouradi en geproduceerd door Project Money. Het is een nummer dat past in het genre nederhop. In het lied rapt Josylvio over hoe erg verliefd hij is, zo erg dat hij er koorts van krijgt. In het lied vergelijkt hij zijn relatie met zijn geliefde met die van Justin Bieber en Hailey Baldwin.

## Hitnoteringen
De artiest had bescheiden succes met het lied in Nederland. Het kwam tot de 38e plaats van de Single Top 100 in de twee weken dat het in deze hitlijst te vinden was. De Top 40 en haar Tipparade werden niet bereikt.